# アントワーヌ・ベルジョン
アントワーヌ・ベルジョン（Antoine Berjon、1754年5月17日 - 1843年10月24日）は、フランスの画家である。リヨンの高等美術学校の教授を務めた。静物画や肖像画を描いたことで知られる。

## 略歴
リヨンで肉屋の息子に生まれた。地元の彫刻家のアントワーヌ＝ミシェル・ペラーシュ（Antoine-Michel Perrache: 1726–1779)から素描を学び、リヨンの主要な産業であった絹織物産業でデザイナーとして働いていたが、フランス革命で仕事を失いパリに移った。パリでミニアチュール画家のジャン＝バティスト・ジャック・オーギュスタン（Jean-Baptiste Jacques Augustin: 1759–1832）にも学び、1791年と1798年、1799年、1804年、1810年のパリのサロンに作品を出展した。
フランス革命によって一旦閉校になり、その後再開されていたリヨンの美術学校が1807年1月にナポレオン・ボナパルトの勅宣でリヨン帝国美術学校（後にリヨン国立高等美術学校に改名）に改組された後、1910年にベルジョンはこの美術学校の教授の仕事を得た。リヨンに戻った後もパリのサロンに何度か出展し、1819年には2等のメダルを受賞した
。リヨンの富裕層の肖像画も描いた。70歳近くになる1823年まで、13年間にわたって美術学校の教授職を続け、解雇された。ベルジョンの解雇は、フランス復古王政下での王党派の策謀であるとか、頑固なベルジョンの性格のために学校の幹部と対立したせいだとも 言われることがある。弟子のオーギュスタン・アレクサンドル・ティエリア（Augustin Alexandre Thierriat: 1789-1870）が後任になった。
その後もリヨンで画家として活動し、1843年年にリヨンで亡くなった。

## 作品

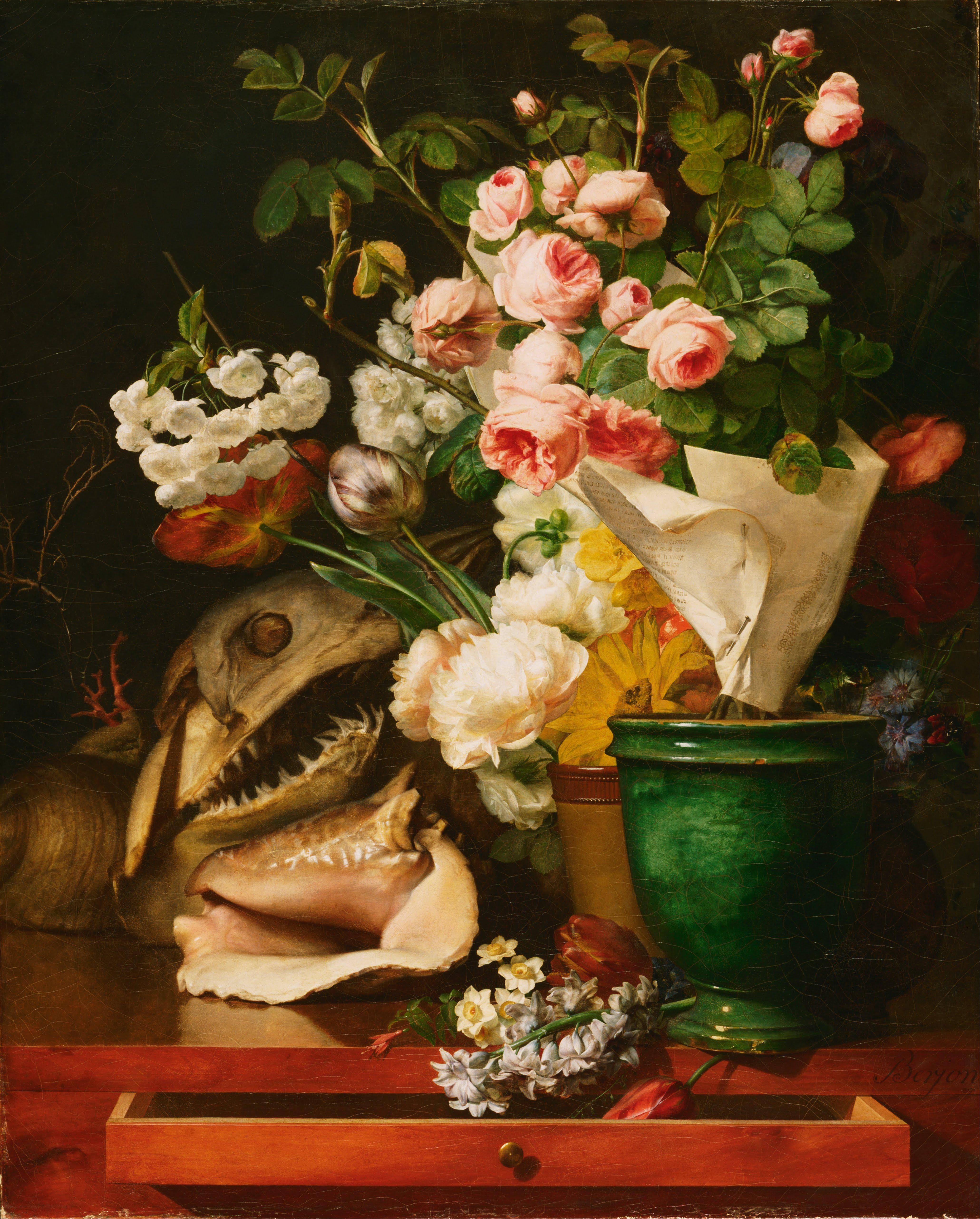
花と貝殻、サメの頭の化石のある静物(1819)
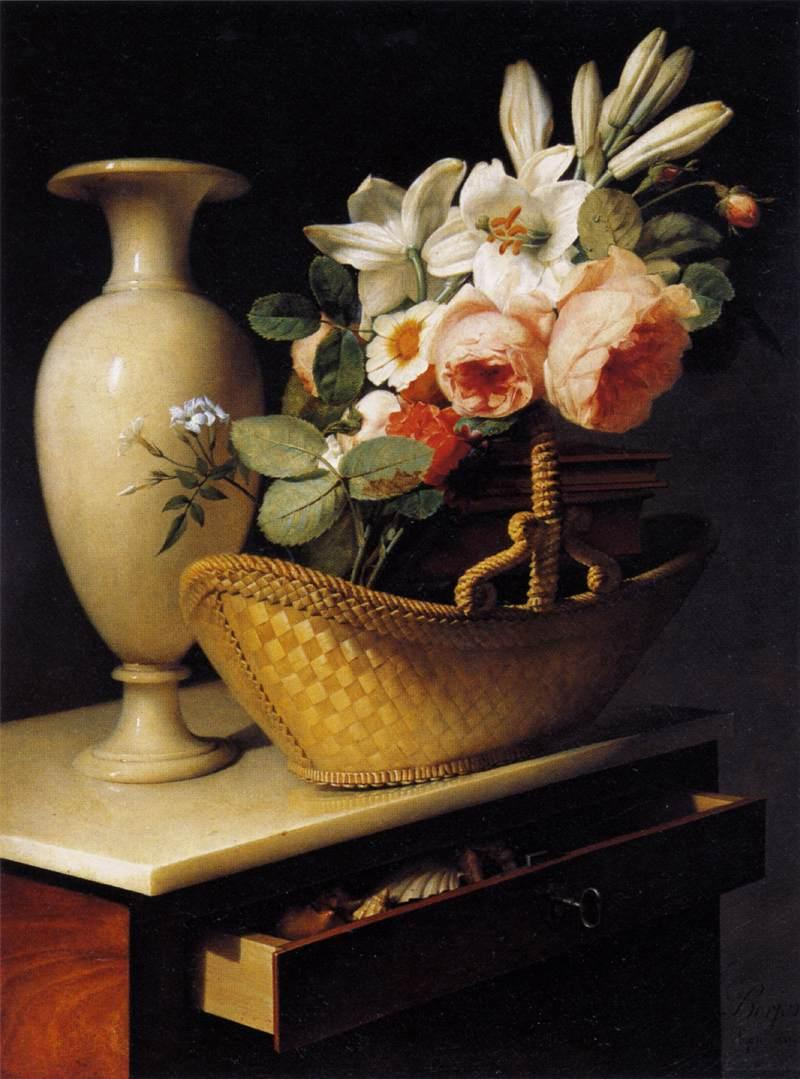
花籠のある静物(1814) ルーブル美術館
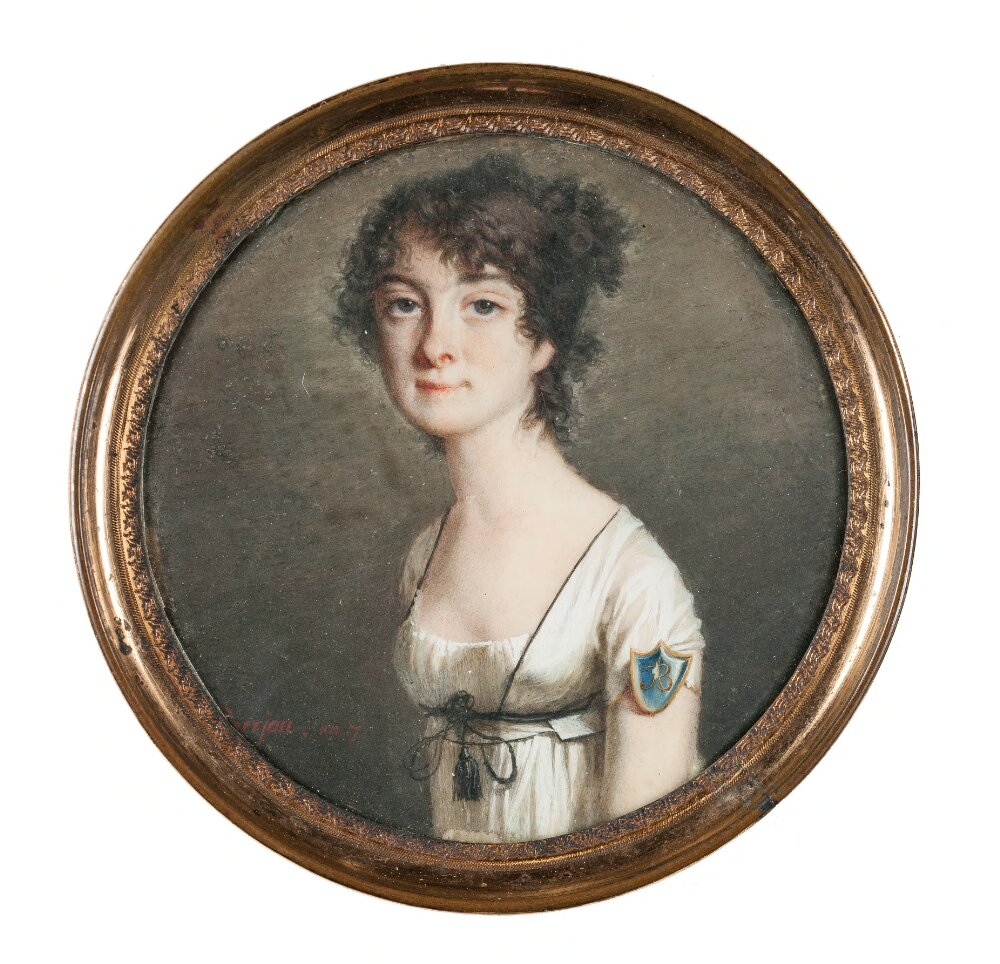
ミニアチュール (1798/1799) スウェーデン国立美術館
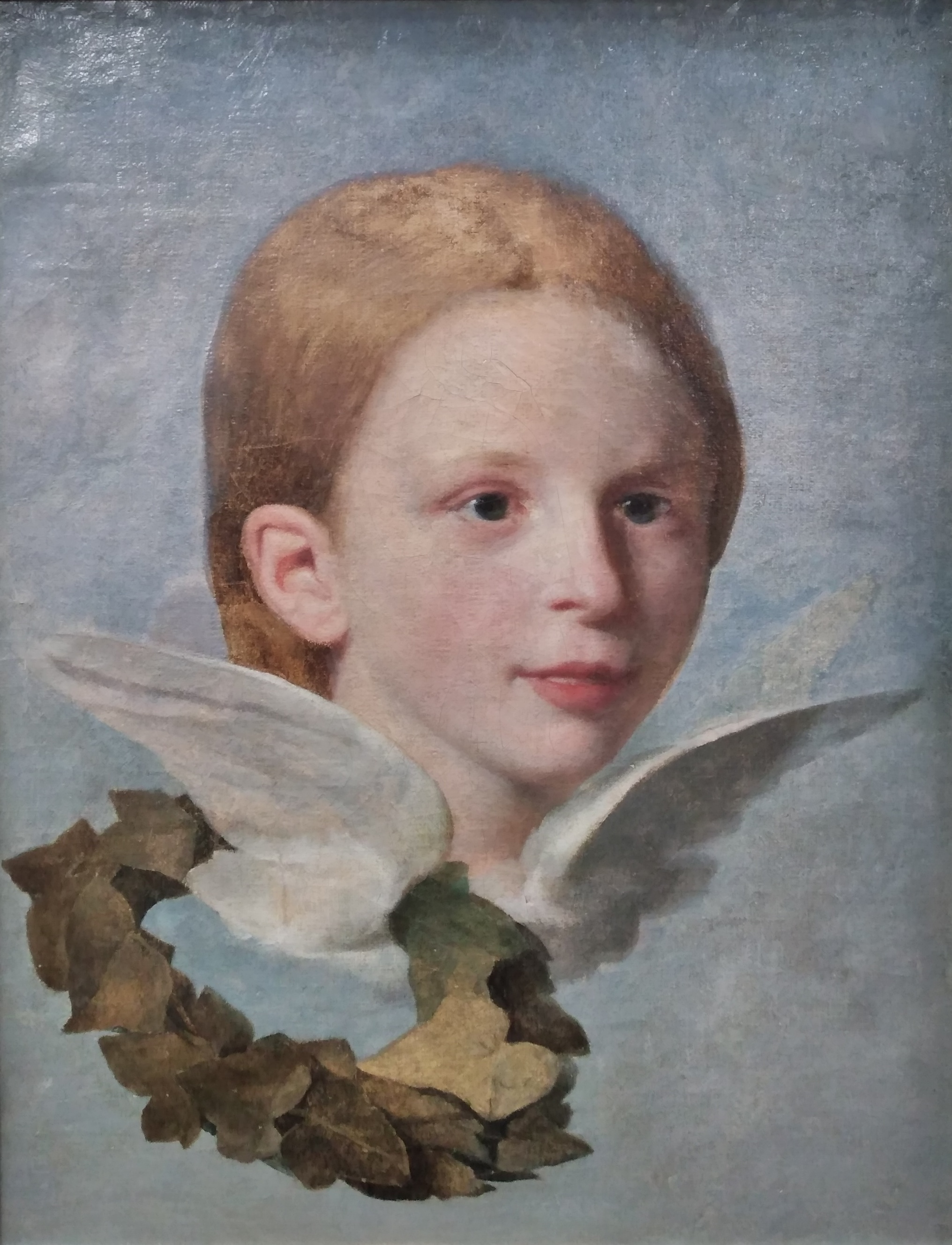
詩人Ondine Valmoreの肖像画(1830) Musée de la Chartreuse